# アナウンサー・トーキング・バラエティーATV
『アナウンサー・トーキング・バラエティーATV』（アナウンサー・トーキング・バラエティー エーティーブイ）は、2010年4月1日から同年6月24日までエフエム青森 (AFB) で放送されていたトークバラエティ番組である。全14回（後述のプレ放送1回＋本放送13回）。放送時間は毎週木曜 19:00 - 19:30 （日本標準時）。

## 概要
毎回青森テレビ (ATV) の女性アナウンサーたちがパーソナリティを務めていた番組。彼女たちがエフエム青森のスタジオでさまざまなトークをする模様を生放送していた。ディレクターも青森テレビのアナウンサーで、毎回津田禎が番組のディレクションを担当していた。
番組は、放送開始1週間前の2010年3月25日に一度プレ放送を行った後、同年4月1日にレギュラー放送を開始した。このプレ放送の模様は、当時青森テレビで放送されていたアナウンサーバラエティ番組『じしゃばん』で公開された。
番組の内容と進行方式は毎回異なっていた。担当アナウンサーからは、時折青森テレビの番組に関する裏話などが出ることがあった。テーマ曲は、『じしゃばん』のテーマ曲を流用していた。

## パーソナリティ
- 1週目 斉藤彩
- 2週目 池田麻美
- 3週目 石原愛美
- 4週目 加藤由里子
- 5週目 斉藤彩、池田麻美（第5木曜のあった4月のみ）